# Nhà thờ gỗ ở Maramureş
Nhà thờ gỗ ở Maramureş là quần thể nhà thờ bằng gỗ nằm ở vùng Maramureș, phía bắc Transylvania. Quần thể này bao gồm gần 100 nhà thờ chủ yếu là nhà thờ Chính thống và số ít Nhà thờ Công giáo Hy Lạp Rumani với các giải pháp kiến trúc khác nhau từ các thời kỳ và tại khu vực khác nhau. Chúng là những công trình bằng gỗ cao với các tháp chuông cao, mỏng đặc trưng nằm ở cuối phía tây của nhà thờ. Chúng là một biểu hiện cảnh quan văn hóa địa phương đặc biệt của khu vực miền núi phía bắc Rumani.
Maramureș là một trong những khu vực nổi tiếng nhất của Rumani, với truyền thống tự trị từ thời Trung Cổ, nhưng vẫn không được ghé thăm nhiều. Những ngôi làng và nhà thờ bằng gỗ được bảo tồn tốt, lối sống truyền thống và những bộ váy sặc sỡ của địa phương vẫn còn được sử dụng khiến Maramureș như là một bảo tàng sống ở châu Âu.
Các nhà thờ bằng gỗ của khu vực được xây dựng bắt đầu từ thế kỷ 17 cho đến thế kỷ 19. Một số trong đó được dựng lên trên vị trí của nhà thờ cũ. Chúng là biện pháp để đối phó với việc cấm xây dựng các nhà thờ Chính thống giáo bằng đá của chính quyền Công giáo Áo-Hung. Các nhà thờ được làm từ những khúc gỗ dày, một số khá nhỏ và có mặt bên tối trong một vài trường hợp nhưng chúng đều là những công trình ấn tượng. Những cảnh Kinh Thánh khá "ngây thơ" chủ yếu là tác phẩm của các họa sĩ địa phương. Các tính năng đặc trưng nhất là tháp chuông cao phía trên lối vào và mái nhà lớn khiến phần thân chính của nhà thờ có vẻ như lùn hơn.
Trong số gần 100 nhà thờ còn tồn tại thì 8 trong số đó đã được UNESCO công nhận là Di sản thế giới từ năm 1999 vì kiến trúc tôn giáo đặc biệt và truyền thống xây dựng nhà thờ gỗ ở Maramureş. Đó là các nhà thờ Bârsana, Budești Josani, Desești, Ieud, Plopiș, Poienile Izei, Rogoz và Șurdești.

## Hình ảnh

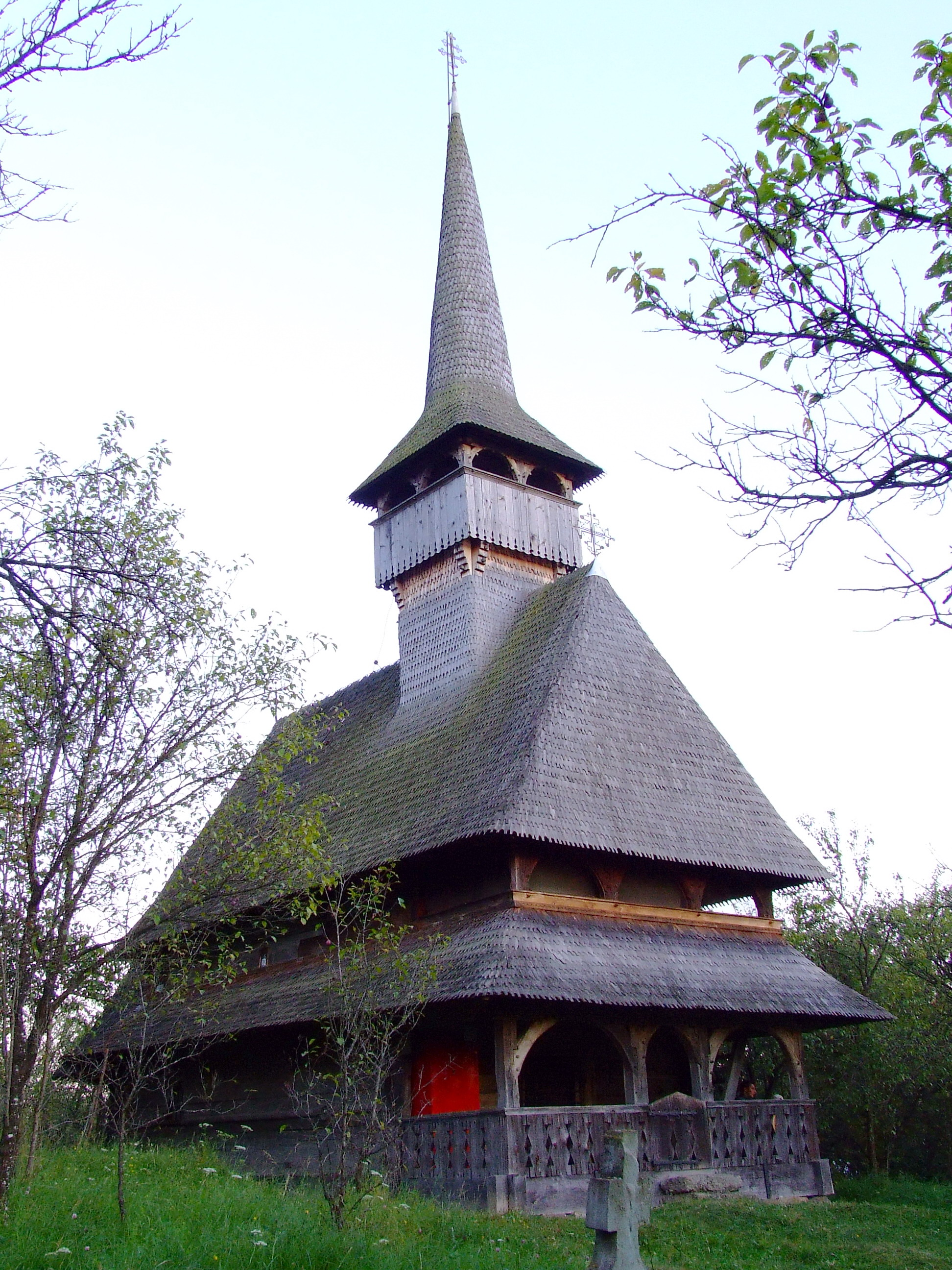
Nhà thờ Đức Trinh nữ trong Đền ở Bârsana
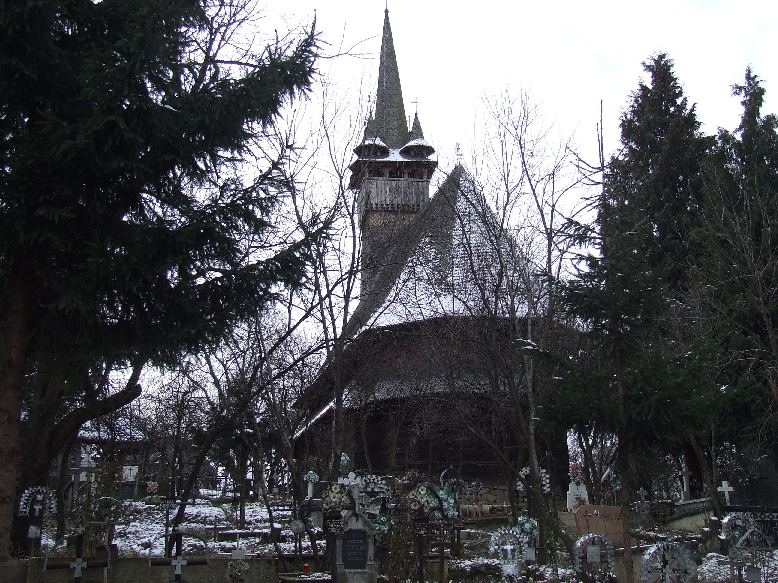
Nhà thờ Thánh Nicholas ở Budesti
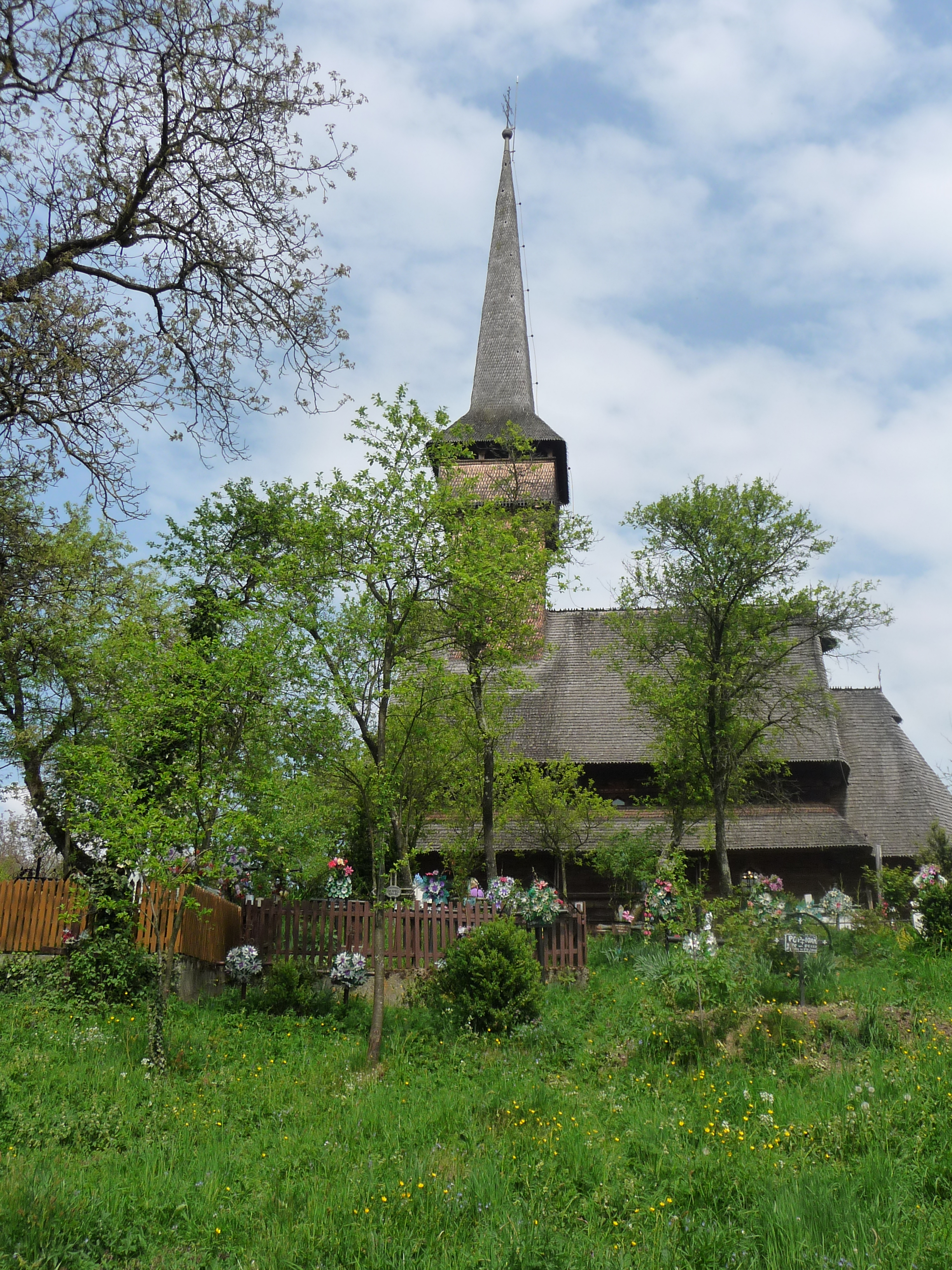
Nhà thờ thánh Paraskeva ở Desesti
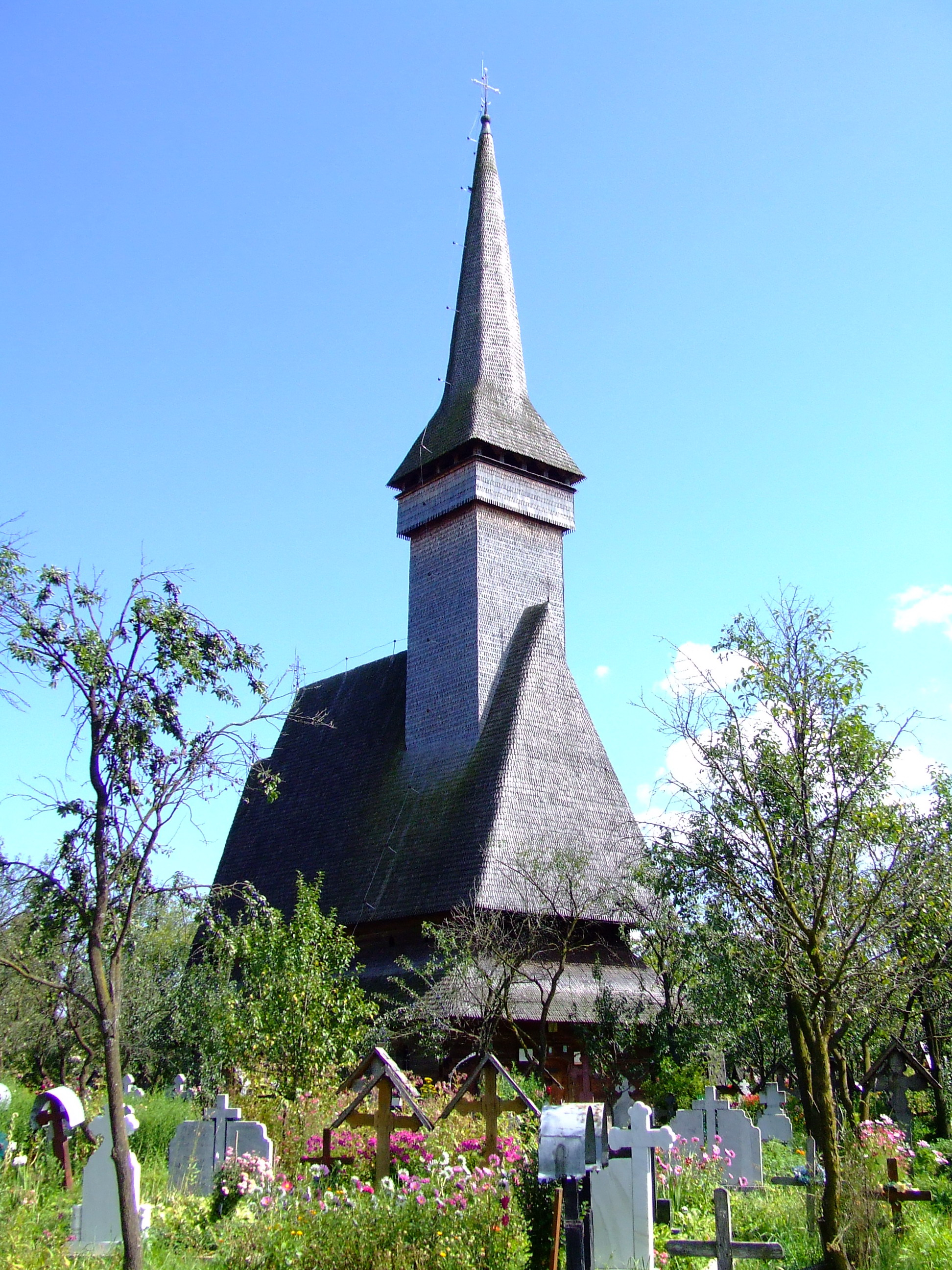
Nhà thờ Giáng sinh ở Ieud
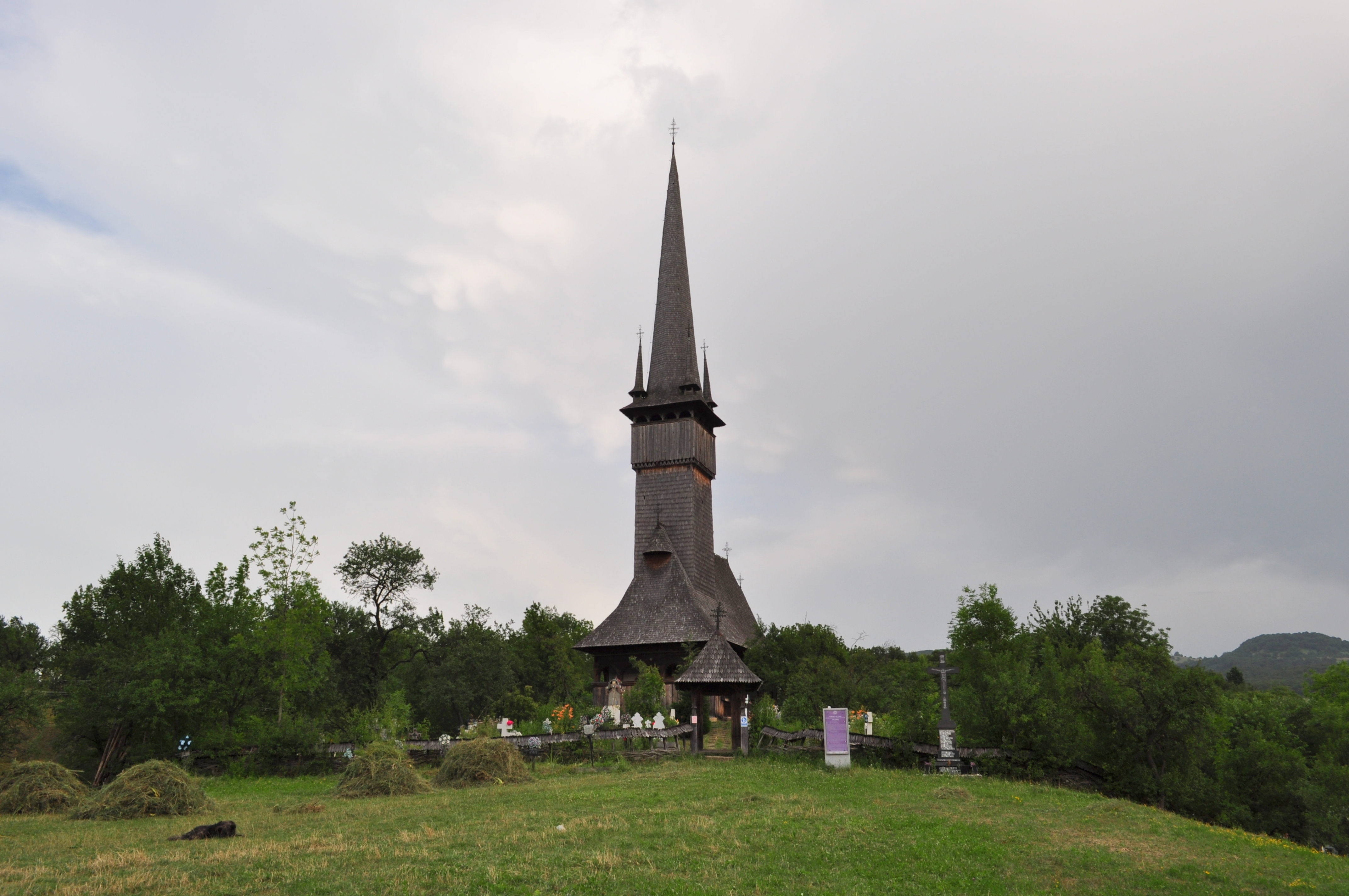
Nhà thờ Tổng lãnh thiên thần Michael và Gabriel ở Plopis, Sisesti
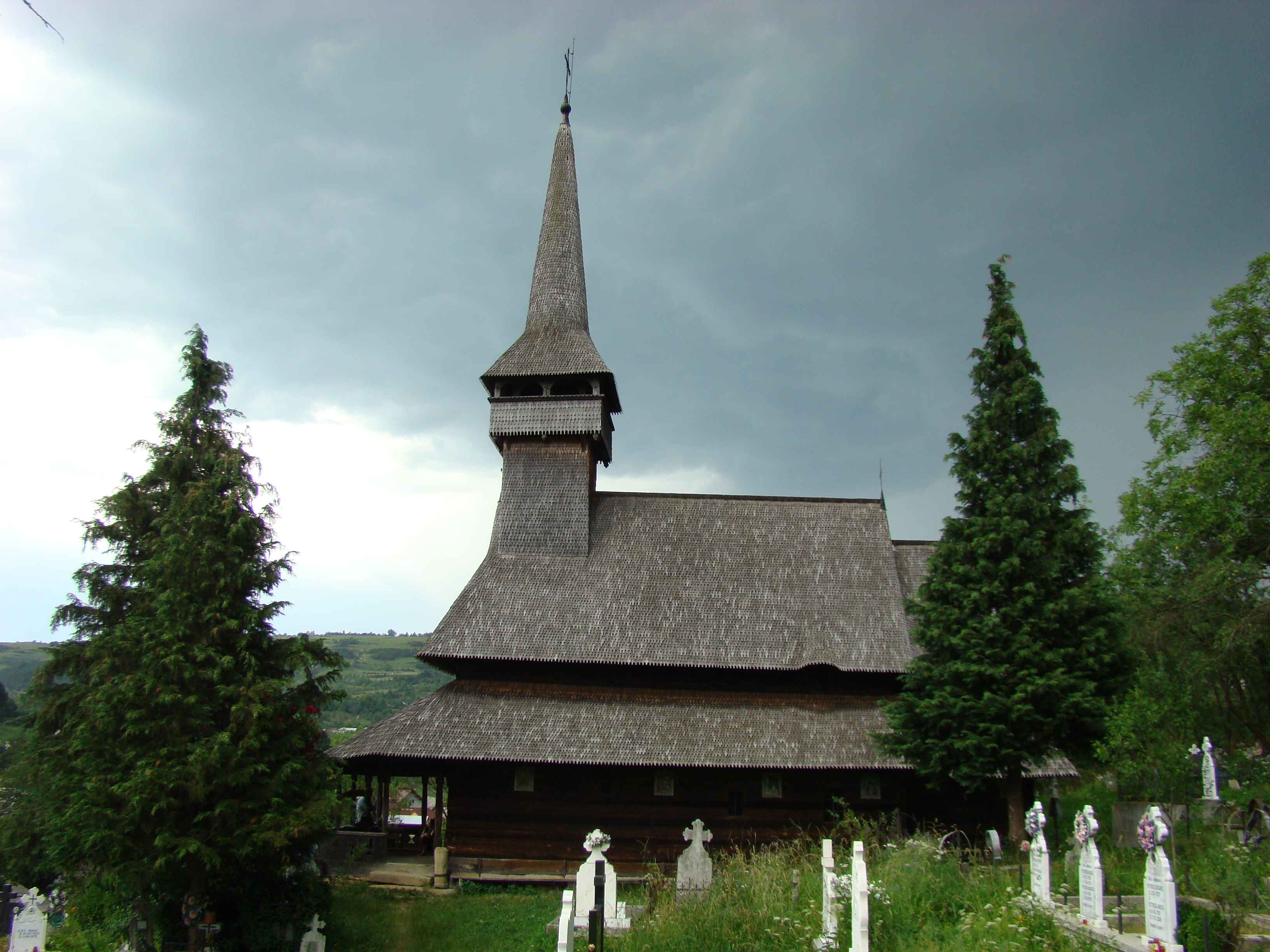
Nhà thờ Thánh Parascheva ở Poienile Izei
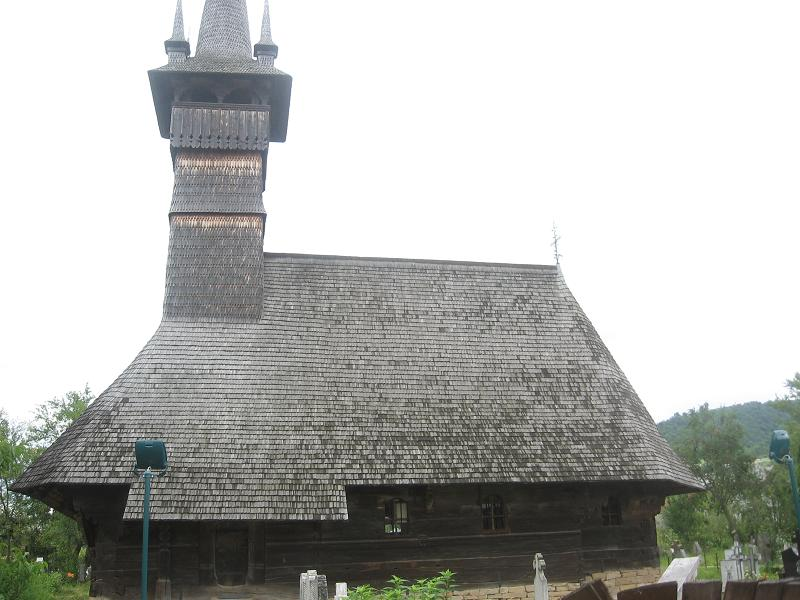
Nhà thờ Thánh Tổng lãnh thiên thần ở Rogoz, Târgu-Lapus
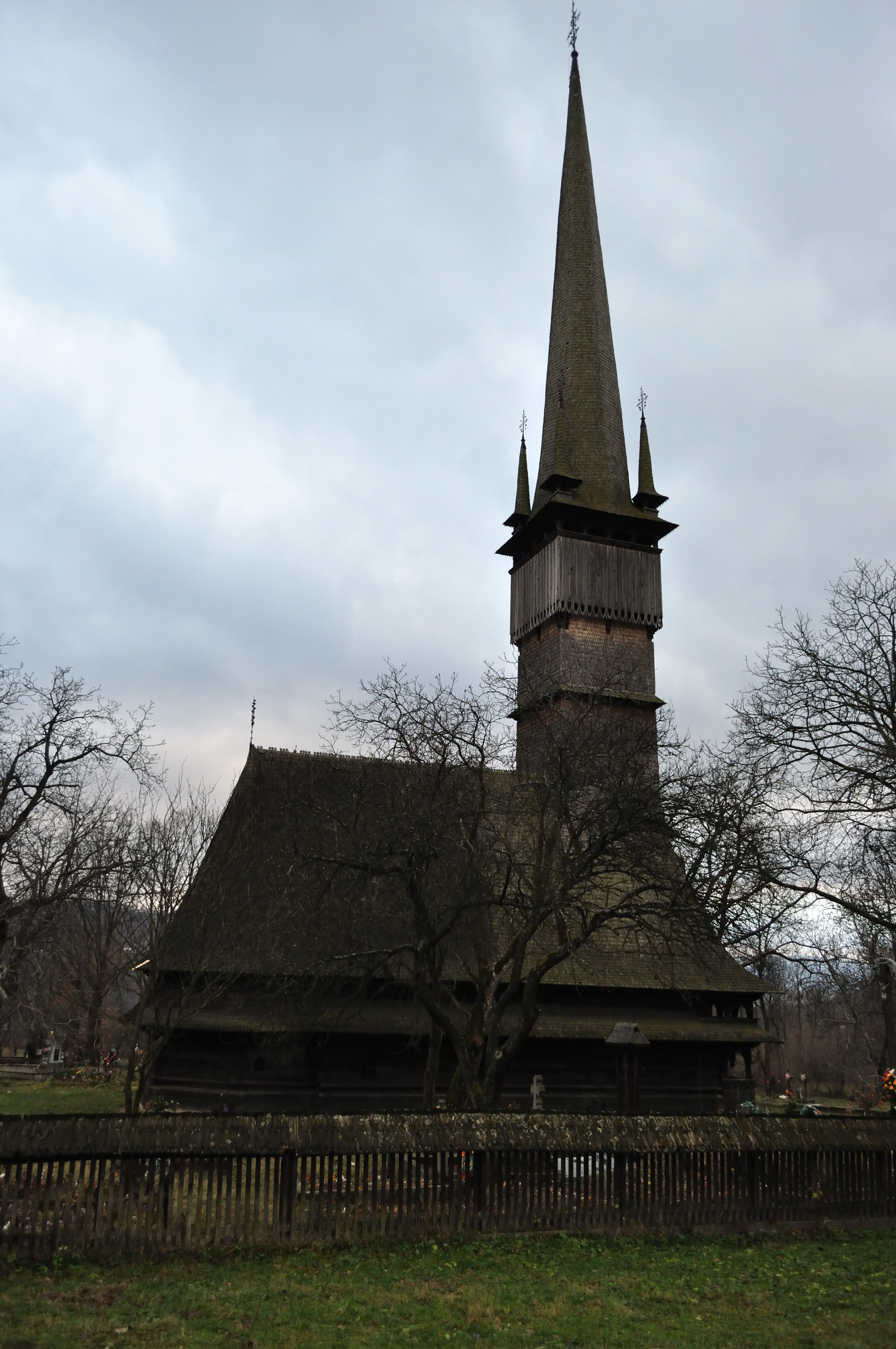
Nhà thờ Tổng lãnh thiên thần Michael và Gabriel ở Surdesti, Sisesti